# Tisserin cannelle
Ploceus badius
Espèce
Statut de conservation UICN

 LC  : Préoccupation mineure
Le Tisserin cannelle (Ploceus badius) est une espèce de passereaux appartenant à la famille des Ploceidae.

## Répartition
Cette espèce est présente au Soudan et au Sud-Soudan.